# Jonathan Hole
Jonathan Hole (Eldora, 13 agosto 1904 – North Hollywood, 11 febbraio 1998) è stato un attore statunitense.
Recitò in 36 film dal 1951 al 1978 e apparve in oltre 120 produzioni televisive dal 1951 al 1990.

## Biografia
Jonathan Hole nacque a Eldora, in Iowa, il 13 agosto 1904. Iniziò la sua carriera nel vaudeville durante gli anni 20, ma lavorò anche alla radio in Iowa e successivamente a New York, Detroit, Chicago e Los Angeles. Affinò le sue doti di interprete negli anni 1924-1934 in produzioni teatrali a New York.
Fece il suo debutto sul grande schermo nel 1951, non accreditato, nel film Two Dollar Bettor nel ruolo di uno scommettitore di corse di cavalli ubriaco. Prese parte poi a numerose serie televisive in piccole parti, ruoli secondari e comparse da guest star in ruoli diversi anche nella stessa serie. Apparve sette volte ciascuna in Dragnet, La legge di Burke e La fattoria dei giorni felici e cinque volte ciascuna in Maverick e Perry Mason.
Fece le sue ultime apparizioni in un episodio della serie televisiva Agenzia Luna Blu (1989), che lo vide nel ruolo di Chip, e nel film per la televisione Silhouette (1990), in cui interpretò l'uomo nell'hotel.
Fu sposato con l'attrice Betty Hanna (1903-1976). Morì a North Hollywood, in California, a 93 anni, l'11 febbraio 1998 e fu seppellito al Westwood Memorial Park di Los Angeles accanto alla moglie.

## Filmografia

### Cinema
- Two Dollar Bettor, regia di Edward L. Cahn (1951)
- Senza madre (My Pal Gus), regia di Robert Parrish (1952)
- Brigata di fuoco (The Glory Brigade), regia di Robert D. Webb (1953)
- Assassinio premeditato (A Blueprint for Murder), regia di Andrew L. Stone (1953)
- The Kid from Left Field, regia di Harmon Jones (1953)
- Rivolta al blocco 11 (Riot in Cell Block 11), regia di Don Siegel (1954)
- Il mondo è delle donne (Woman's World), regia di Jean Negulesco (1954)
- The Bob Mathias Story, regia di Francis D. Lyon (1954)
- A Man Called Peter, regia di Henry Koster (1955)
- Flash! cronaca nera (Headline Hunters), regia di William Witney (1955)
- Voi assassini (Illegal), regia di Lewis Allen (1955)
- Il ricatto più vile (Ransom!), regia di Alex Segal (1956)
- Sesso debole? (The Opposite Sex), regia di David Miller (1956)
- Io non sono una spia (Three Brave Men), regia di Philip Dunne (1956)
- I diffamatori (Slander), regia di Roy Rowland (1957)
- Sì signor generale! (Top Secret Affair), regia di H.C. Potter (1957)
- La strada dell'oro (The Way to the Gold), regia di Robert D. Webb (1957)
- Baciala per me (Kiss Them for Me), regia di Stanley Donen (1957)
- Cry Terror!, regia di Andrew L. Stone (1958)
- Infamia sul mare (The Decks Ran Red), regia di Andrew L. Stone (1958)
- Fermati cow boy! (Cast a Long Shadow), regia di Thomas Carr (1959)
- L'uomo che capiva le donne (The Man Who Understood Women), regia di Nunnally Johnson (1959)
- -30-, regia di Jack Webb (1959)
- The Four Skulls of Jonathan Drake, regia di Edward L. Cahn (1959)
- Adorabile infedele (Beloved Infidel), regia di Henry King (1959)
- Un tipo lunatico (Moon Pilot), regia di James Neilson (1962)
- I quattro del Texas (4 for Texas), regia di Robert Aldrich (1963)
- In cerca d'amore (Looking for Love), regia di Don Weis (1964)
- Vorrei non essere ricca! (I'd Rather Be Rich), regia di Jack Smight (1964)
- Otto in fuga (Eight on the Lam), regia di George Marshall (1967)
- Il laureato (The Graduate), regia di Mike Nichols (1967)
- I sei della grande rapina (The Split), regia di Gordon Flemyng (1968)
- Some Kind of a Nut, regia di Garson Kanin (1969)
- Il computer con le scarpe da tennis (The Computer Wore Tennis Shoes), regia di Robert Butler (1969)
- Un papero da un milione di dollari (The Million Dollar Duck), regia di Vincent McEveety (1971)
- Till Death, regia di Walter Stocker (1978)

### Televisione
- Hollywood Theatre Time – serie TV, un episodio (1951)
- Mayor of the Town – serie TV, un episodio (1954)
- Fireside Theatre – serie TV, un episodio (1954)
- Lux Video Theatre – serie TV, un episodio (1954)
- Climax! – serie TV, episodio 1x11 (1955)
- The Ford Television Theatre – serie TV, un episodio (1955)
- Dragnet – serie TV, 7 episodi (1952-1955)
- La pattuglia della strada (Highway Patrol) – serie TV, un episodio (1956)
- TV Reader's Digest – serie TV, episodio 2x17 (1956)
- Four Star Playhouse – serie TV, 2 episodi (1954-1956)
- Crossroads – serie TV, episodio 1x38 (1956)
- The Adventures of Hiram Holliday – serie TV, un episodio (1956)
- Studio 57 – serie TV, 2 episodi (1956)
- How to Marry a Millionaire – serie TV, un episodio (1957)
- Have Gun - Will Travel – serie TV, episodio 1x03 (1957)
- The Adventures of Jim Bowie – serie TV, un episodio (1957)
- Hey, Jeannie! – serie TV, 3 episodi (1957-1958)
- The Gray Ghost – serie TV, episodio 1x30 (1958)
- L'uomo ombra (The Thin Man) – serie TV, episodio 1x15 (1958)
- Cheyenne – serie TV, un episodio (1958)
- Zorro – serie TV, 3 episodi (1958)
- The Lineup – serie TV, un episodio (1958)
- Il carissimo Billy (Leave It to Beaver) – serie TV, un episodio (1958)
- Yancy Derringer – serie TV, un episodio (1958)
- I racconti del West (Zane Grey Theater) – serie TV, un episodio (1959)
- Ricercato vivo o morto (Wanted: Dead or Alive) – serie TV, episodio 1x20 (1959)
- The Ann Sothern Show – serie TV, un episodio (1959)
- State Trooper – serie TV, 2 episodi (1957-1959)
- Peter Gunn – serie TV, episodio 1x21 (1959)
- Cimarron City – serie TV, episodio 1x23 (1959)
- Bat Masterson – serie TV, un episodio (1959)
- Mike Hammer – serie TV, 2 episodi (1958-1959)
- The Gale Storm Show: Oh, Susanna! – serie TV, 2 episodi (1957-1959)
- Trackdown – serie TV, 2 episodi (1958-1959)
- Tales of Wells Fargo – serie TV, episodio 3x33 (1959)
- David Niven Show (The David Niven Show) – serie TV, episodio 1x06 (1959)
- Markham – serie TV, un episodio (1959)
- Il tenente Ballinger (M Squad) – serie TV, un episodio (1959)
- Not for Hire – serie TV, episodio 1x05 (1959)
- General Electric Theater – serie TV, 2 episodi (1957-1959)
- Le leggendarie imprese di Wyatt Earp (The Life and Legend of Wyatt Earp) – serie TV, 3 episodi (1957-1959)
- Furia (Fury) – serie TV, un episodio (1959)
- Bronco – serie TV, un episodio (1959)
- Bourbon Street Beat – serie TV, episodio 1x15 (1960)
- Richard Diamond (Richard Diamond, Private Detective) – serie TV, 3 episodi (1957-1960)
- Alcoa Presents: One Step Beyond – serie TV, un episodio (1960)
- The Dennis O'Keefe Show – serie TV, un episodio (1960)
- Maverick – serie TV, 5 episodi (1958-1960)
- The Deputy – serie TV, un episodio (1960)
- Ai confini della realtà (The Twilight Zone) – serie TV, un episodio (1960)
- Angel – serie TV, un episodio (1960)
- The Andy Griffith Show – serie TV, 3 episodi (1960-1961)
- Lock-Up – serie TV, episodi 1x25-2x30 (1960-1961)
- Pete and Gladys – serie TV, episodio 1x29 (1961)
- The Many Loves of Dobie Gillis – serie TV, un episodio (1961)
- The Bob Cummings Show – serie TV, un episodio (1961)
- I detectives (The Detectives) – serie TV, episodio 3x05 (1961)
- Fred Astaire (Alcoa Premiere) – serie TV, episodio 1x04 (1961)
- Bachelor Father – serie TV, 2 episodi (1960-1961)
- Io e i miei tre figli (My Three Sons) – serie TV, episodio 2x19 (1962)
- 87ª squadra (87th Precinct) – serie TV, 2 episodi (1961-1962)
- The Jack Benny Program – serie TV, 2 episodi (1962)
- The Joey Bishop Show – serie TV, 2 episodi (1961-1962)
- Indirizzo permanente (77 Sunset Strip) – serie TV, episodio 4x38 (1962)
- G.E. True – serie TV, episodio 1x13 (1962)
- Dennis the Menace – serie TV, 3 episodi (1960-1963)
- The Real McCoys – serie TV, 2 episodi (1962-1963)
- Carovane verso il west (Wagon Train) – serie TV, un episodio (1963)
- The Wide Country – serie TV, episodi 1x03-1x25 (1962-1963)
- La legge del Far West (Temple Houston) – serie TV, episodio 1x12 (1963)
- Gli uomini della prateria (Rawhide) – serie TV, 4 episodi (1960-1964)
- Perry Mason – serie TV, 5 episodi (1958-1964)
- La famiglia Addams (The Addams Family) – serie TV, un episodio (1964)
- My Living Doll – serie TV, episodio 1x08 (1964)
- Polvere di stelle (Bob Hope Presents the Chrysler Theatre) – serie TV, un episodio (1964)
- Bonanza – serie TV, 2 episodi (1961-1964)
- The Outer Limits – serie TV, un episodio (1964)
- Hazel – serie TV, 3 episodi (1961-1965)
- Gli inafferrabili (The Rogues) – serie TV, 2 episodi (1965)
- L'ora di Hitchcock (The Alfred Hitchcock Hour) – serie TV, un episodio (1965)
- The Donna Reed Show – serie TV, un episodio (1965)
- La legge di Burke (Burke's Law)  – serie TV, 7 episodi (1963-1965)
- Ben Casey – serie TV, episodio 5x11 (1965)
- The Patty Duke Show – serie TV, un episodio (1965)
- Il mio amico marziano (My Favorite Martian) – serie TV, 2 episodi (1964-1966)
- Laredo – serie TV, un episodio (1966)
- Per favore non mangiate le margherite (Please Don't Eat the Daisies) – serie TV, un episodio (1966)
- Honey West – serie TV, 2 episodi (1965-1966)
- The Farmer's Daughter – serie TV, 3 episodi (1964-1966)
- Summer Fun – serie TV, un episodio (1966)
- Occasional Wife – serie TV, un episodio (1966)
- I Pruitts (The Pruitts of Southampton) – serie TV, episodio 1x03 (1966)
- Organizzazione U.N.C.L.E. (The Man from U.N.C.L.E.) – serie TV, un episodio (1966)
- Batman – serie TV, 2 episodi (1966)
- The Lucy Show – serie TV, 3 episodi (1966-1967)
- Strega per amore (I Dream of Jeannie) – serie TV, 2 episodi (1966-1967)
- Rango – serie TV, episodio 1x13 (1967)
- Selvaggio west (The Wild Wild West) – serie TV, episodio 3x04 (1967)
- Il virginiano (The Virginian) – serie TV, 4 episodi (1963-1968)
- Il grande teatro del west (The Guns of Will Sonnett) – serie TV, 3 episodi (1967-1968)
- The Flying Nun – serie TV, 2 episodi (1967-1969)
- Reporter alla ribalta (The Name of the Game) – serie TV, un episodio (1969)
- La grande vallata (The Big Valley) – serie TV, 2 episodi (1967-1969)
- Mod Squad, i ragazzi di Greer (The Mod Squad) – serie TV, un episodio (1969)
- Ciao Debby! (The Debbie Reynolds Show) – serie TV, un episodio (1969)
- Petticoat Junction – serie TV, 4 episodi (1964-1969)
- A Storm in Summer – film TV (1970)
- Vita da strega (Bewitched) – serie TV, 3 episodi (1966-1970)
- A piedi nudi nel parco (Barefoot in the Park) – serie TV, un episodio (1970)
- The Over-the-Hill Gang Rides Again – film TV (1970)
- La fattoria dei giorni felici (Green Acres) – serie TV, 7 episodi (1966-1970)
- Adam-12 – serie TV, un episodio (1971)
- La famiglia Brady (The Brady Bunch) – serie TV, 2 episodi (1970-1971)
- Call Her Mom – film TV (1972)
- Here's Lucy – serie TV, 2 episodi (1968-1973)
- Uno sceriffo a New York (McCloud) – serie TV, un episodio (1973)
- Love, American Style – serie TV, 2 episodi (1972-1973)
- Cannon – serie TV, un episodio (1974)
- Kung Fu – serie TV, un episodio (1974)
- Ellery Queen – serie TV, episodio 1x07 (1975)
- I ragazzi di padre Murphy (Father Murphy) – serie TV, un episodio (1982)
- Hotel – serie TV, un episodio (1985)
- Agenzia Luna Blu (Moonlighting) – serie TV, un episodio (1989)
- Autostop per il cielo (Highway to Heaven) – serie TV, 2 episodi (1987-1989)
- Silhouette – film TV (1990)